# Hiệu ứng domino

Hiệu ứng domino.

Hiệu ứng domino là một phản ứng chuỗi xảy ra khi một thay đổi nhỏ tại điểm gốc của hệ có thể gây ra những thay đổi tương tự tại các điểm lân cận, từ đó lan tỏa ra các điểm xa hơn và tạo ra một chuỗi thay đổi tuyến tính. Hiệu ứng này thường được sử dụng trong trò chơi xếp quân domino, nó cũng được biết tới thông qua thuyết domino, học thuyết chính trị hay được đề cập trong giai đoạn chiến tranh Việt Nam.

## Mô tả

Minh họa cho hiệu ứng domino.

Khi xếp các quân cờ domino đứng cạnh nhau với khoảng cách giữa hai quân cờ không quá xa, ta có thể đẩy đổ một quân cờ domino đầu tiên, quân cờ đó sẽ đổ vào quân cờ đứng cạnh khiến nó đổ theo, quá trình này tiếp diễn đến khi toàn bộ loạt quân cờ domino đều đổ. Các thay đổi đối với những quân cờ là giống nhau, vì vậy chúng tạo ra một chuỗi thay đổi tuyến tính, điều này có được khi ta coi hệ quân cờ domino là độc lập và sự thay đổi của hệ chỉ gây ra bởi tác động tới quân cờ đầu tiên, điều này khác với hiệu ứng cánh bướm khi thay đổi của hệ còn phụ thuộc nhiều điều kiện khác và vì thế chúng là phi tuyến tính.

## Hình ảnh

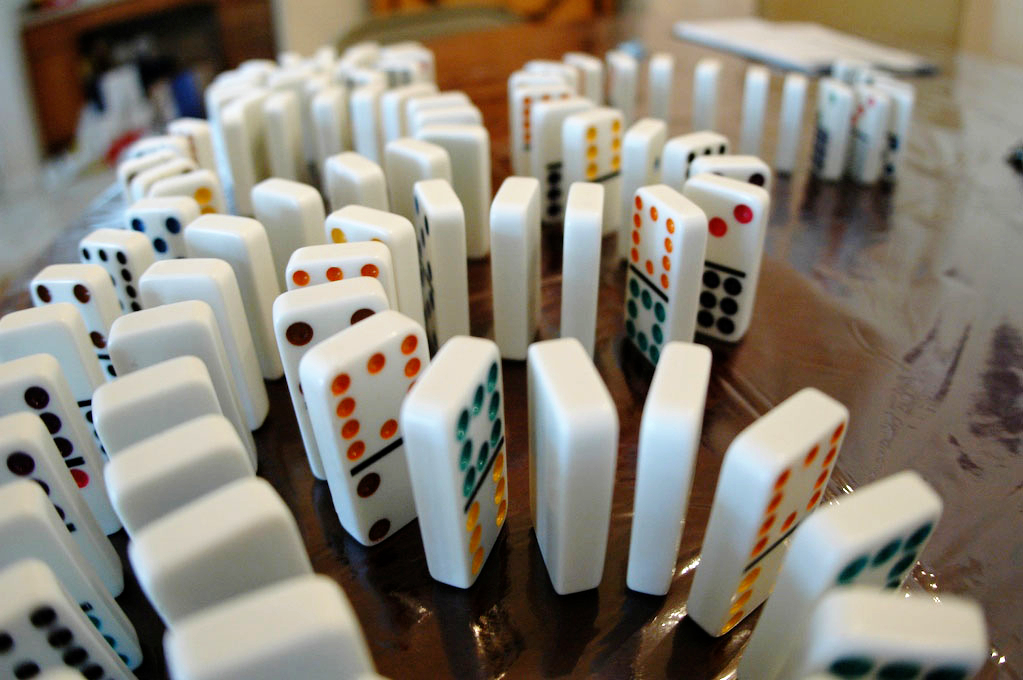
Các quân cờ domino xếp hàng.
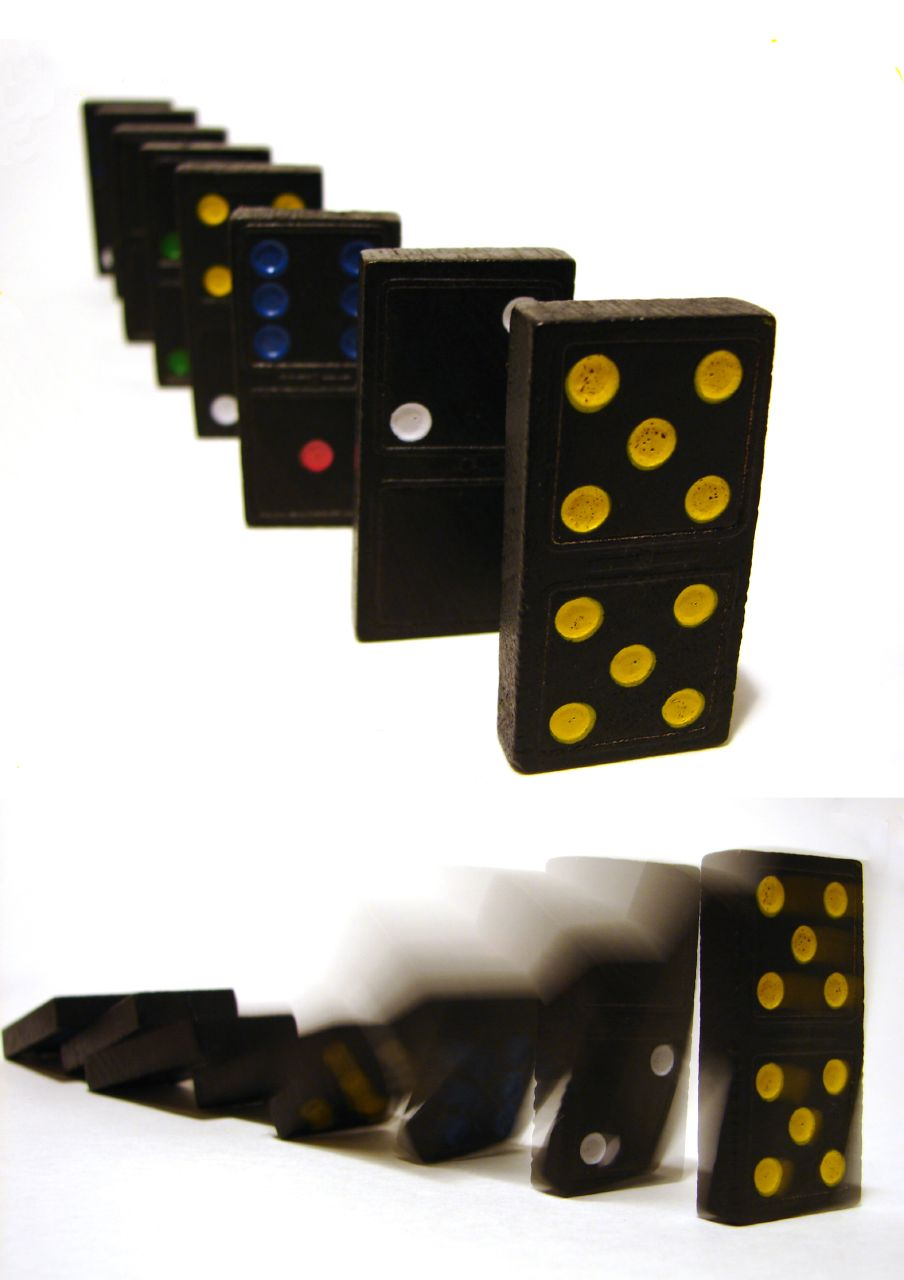
Một minh họa khác cho hiệu ứng domino.
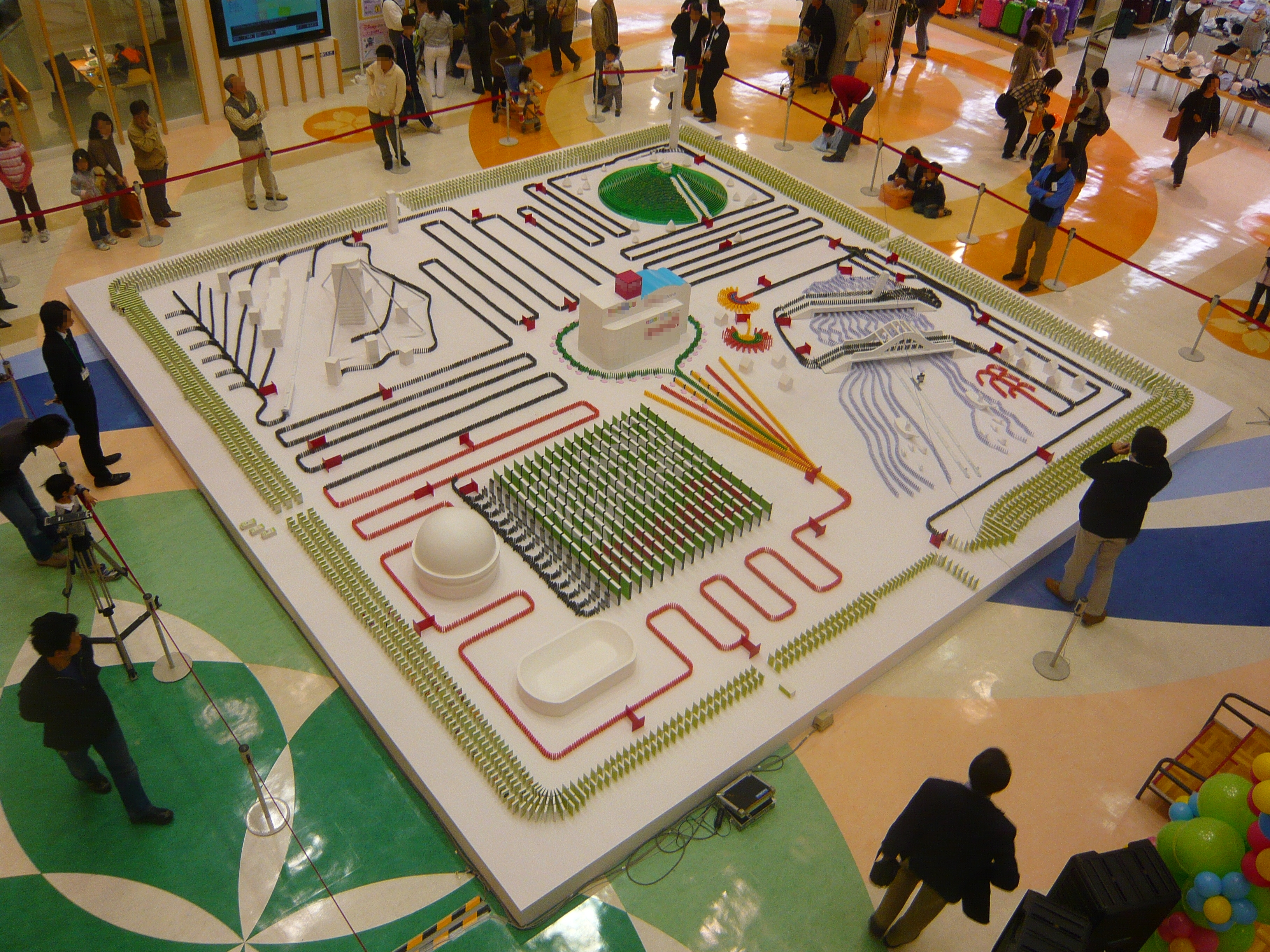
Trò chơi xếp quân domino.
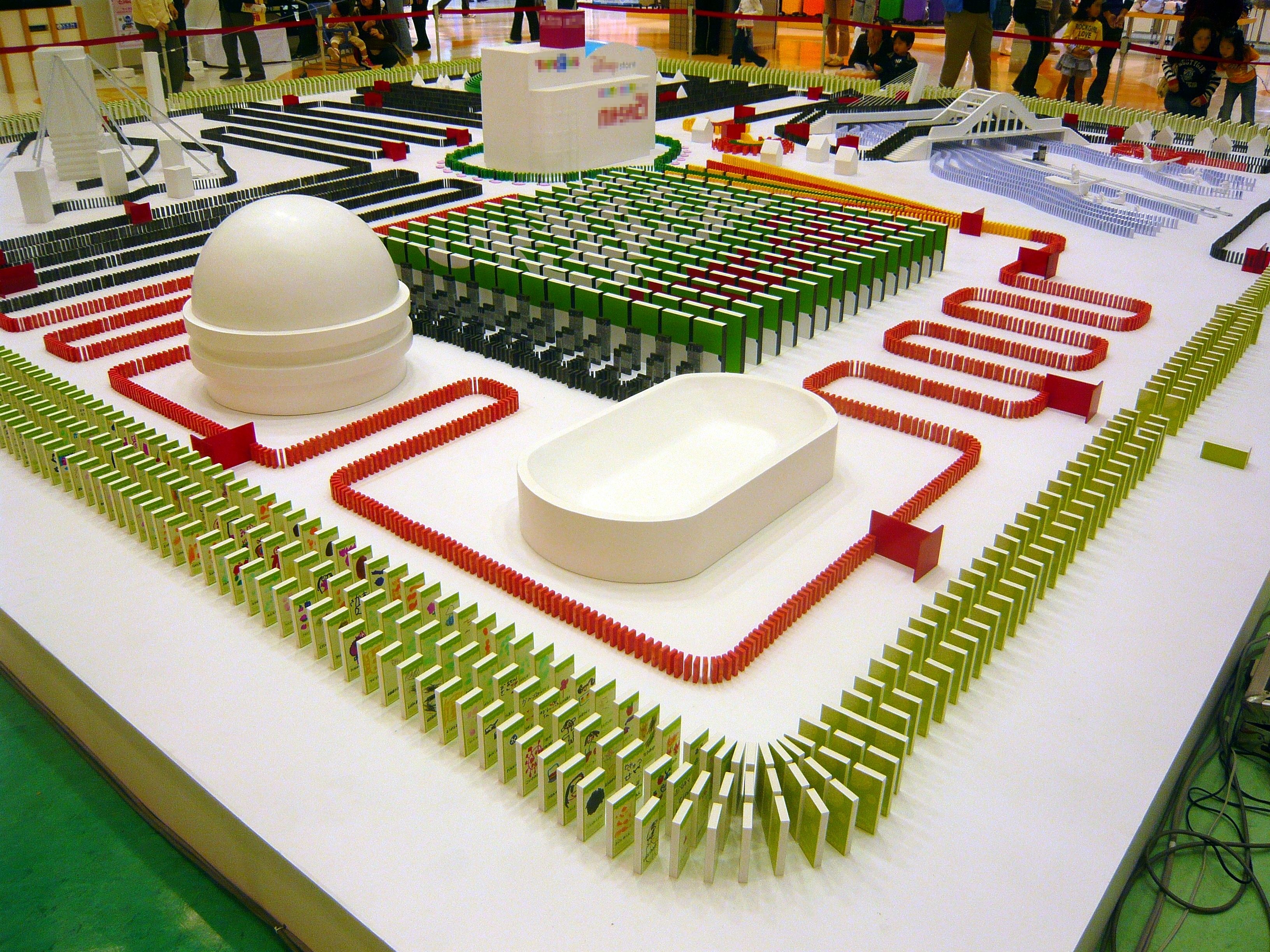
Cận cảnh hệ quân domino.